# Ramón Luis Valcárcel

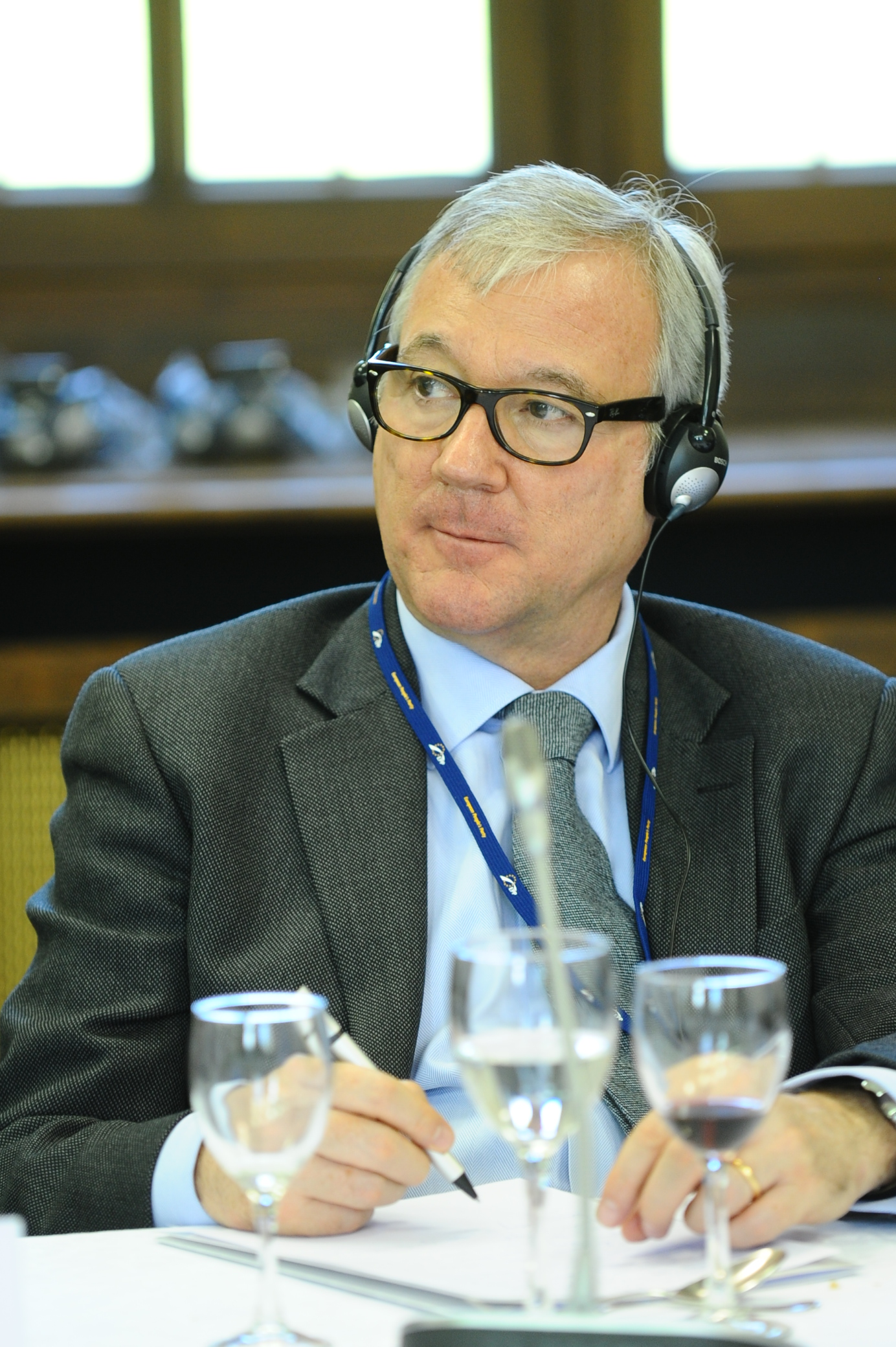
Ramón Luis Valcárcel

Ramón Luis Valcárcel (* 16. November 1954 in Murcia) ist ein spanischer Politiker der Partido Popular.

## Leben
Vom 3. Juli 1995 bis 14. April 2014 war Valcárcel als Nachfolger von María Antonia Martínez Präsident der spanischen Region Murcia. Von Juli 2012 bis 2014 war er als Nachfolger von Mercedes Bresso Präsident des Ausschusses der Regionen. Er ist seit 2014 Abgeordneter im Europäischen Parlament. Dort ist er Vizepräsident des Europäischen Parlamentes und Mitglied im Präsidium des Europäischen Parlaments, im Ausschuss für regionale Entwicklung, in der Delegation für die Beziehungen zu den Maschrik-Ländern und in der Delegation in der Parlamentarischen Versammlung der Union für den Mittelmeerraum.
Er gehört zu den 89 Personen aus der Europäischen Union, gegen die Russland im Mai 2015 ein Einreiseverbot verhängt hat.